# Смит, Триша
Патриша Кэтрин Смит (англ. Patricia Catherine Smith; род. 14 апреля 1957, Ванкувер, Британская Колумбия) — канадская гребчиха, выступавшая за сборную Канады по академической гребле в 1970-х и 1980-х годах. Серебряная призёрка летних Олимпийских игр в Лос-Анджелесе, многократная призёрка чемпионатов мира, победительница многих регат национального и международного значения. Также известна как спортивный функционер, вице-президент Олимпийского комитета Канады и Международной федерации гребного спорта, член Международного олимпийского комитета.

## Биография
Триша Смит родилась 14 апреля 1957 года в городе Ванкувер провинции Британская Колумбия, Канада. В детстве серьёзно занималась плаванием, но в возрасте 16 лет перешла в академическую греблю и сразу же стала показывать высокие результаты, в частности пять раз подряд выигрывала канадское национальное первенство.
Дебютировала на взрослом международном уровне в сезоне 1976 года, когда вошла в основной состав канадской национальной сборной и благодаря череде удачных выступлений удостоилась права защищать честь страны на домашних летних Олимпийских играх в Монреале. Вместе с напарницей Элизабет Крейг заняла пятое место в программе женских распашных двоек без рулевой.
После монреальской Олимпиады Крейг осталась в составе гребной команды Канады и продолжила принимать участие в крупнейших международных регатах. Так, в 1977 году она побывала на чемпионате мира в Амстердаме, откуда привезла награду бронзового достоинства, выигранную в восьмёрках.
В 1978 году в той же дисциплине вновь стала бронзовой призёркой на мировом первенстве в Карапиро.
На чемпионате мира 1979 года в Бледе финишировала в восьмёрках лишь пятой.
Рассматривалась в качестве кандидатки на участие в Олимпийских играх 1980 года в Москве, однако Канада вместе с несколькими другими западными странами бойкотировала эти соревнования по политическим причинам.
В 1981 году в безрульных двойках Смит выиграла серебряную медаль на чемпионате мира в Мюнхене, пропустив вперёд экипаж из ГДР.
На мировом первенстве 1982 года в Люцерне получила бронзу в безрульных двойках.
В 1983 году на чемпионате мира в Дуйсбурге снова стала бронзовой призёркой в зачёте безрульных двухместных экипажей.
Находясь в числе лидеров канадской национальной сборной, благополучно прошла отбор на Олимпийские игры 1984 года в Лос-Анджелесе. На сей раз в безрульных двойках в паре с той же Элизабет Крейг финишировала второй позади команды Румынии и тем самым завоевала серебряную олимпийскую медаль.
На чемпионате мира 1985 года в Хазевинкеле добавила в послужной список бронзовую награду, полученную в распашных рулевых четвёрках.
В 1986 году в рулевых четвёрках взяла бронзу на мировом первенстве в Ноттингеме и одержала победу на Играх Содружества в Эдинбурге.
На чемпионате мира 1987 года в Копенгагене в безрульных двойках оказалась лишь восьмой.
Представляла страну на Олимпийских играх 1988 года в Сеуле, где заняла седьмое место в программе рулевых четвёрок.
В 1985 году Триша Смит окончила школу права Университета Британской Колумбии и после завершения спортивной карьеры работала по специальности практикующим адвокатом. В последующие годы проявила себя как спортивный функционер, занимала должность вице-президента Международной федерации гребного спорта, была президентом Олимпийского комитета Канады. В 2016 году была избрана членом Международного олимпийского комитета.
За большой вклад в развитие спорта награждалась Орденом Канады (степень «Член», 2010) и Орденом Британской Колумбии (2012).
В 2024 году стал офицером ордена Канады.